# Escuela de Mecánica de la Armada (centro clandestino de detención)

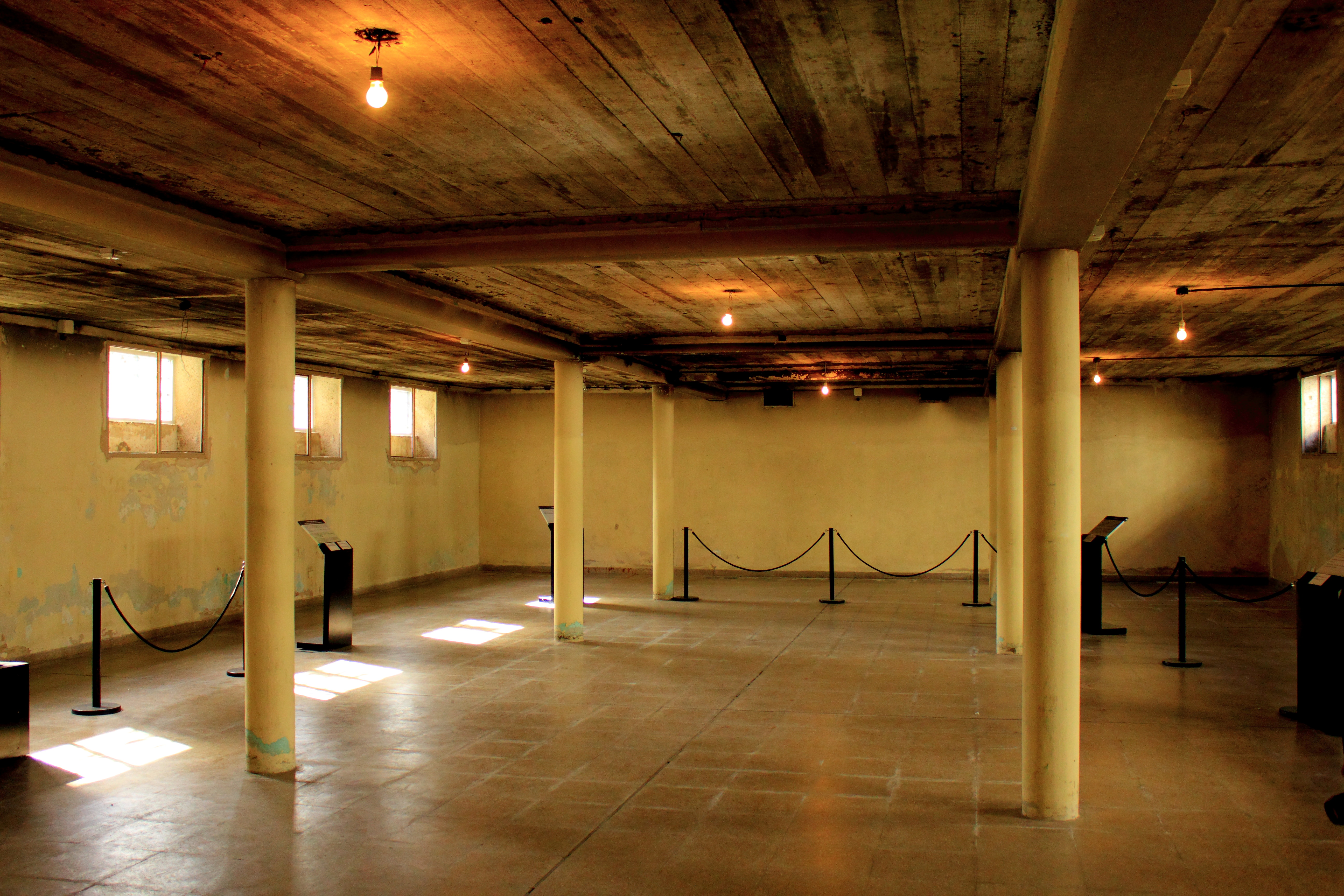
Sótano del Casino de Oficiales.

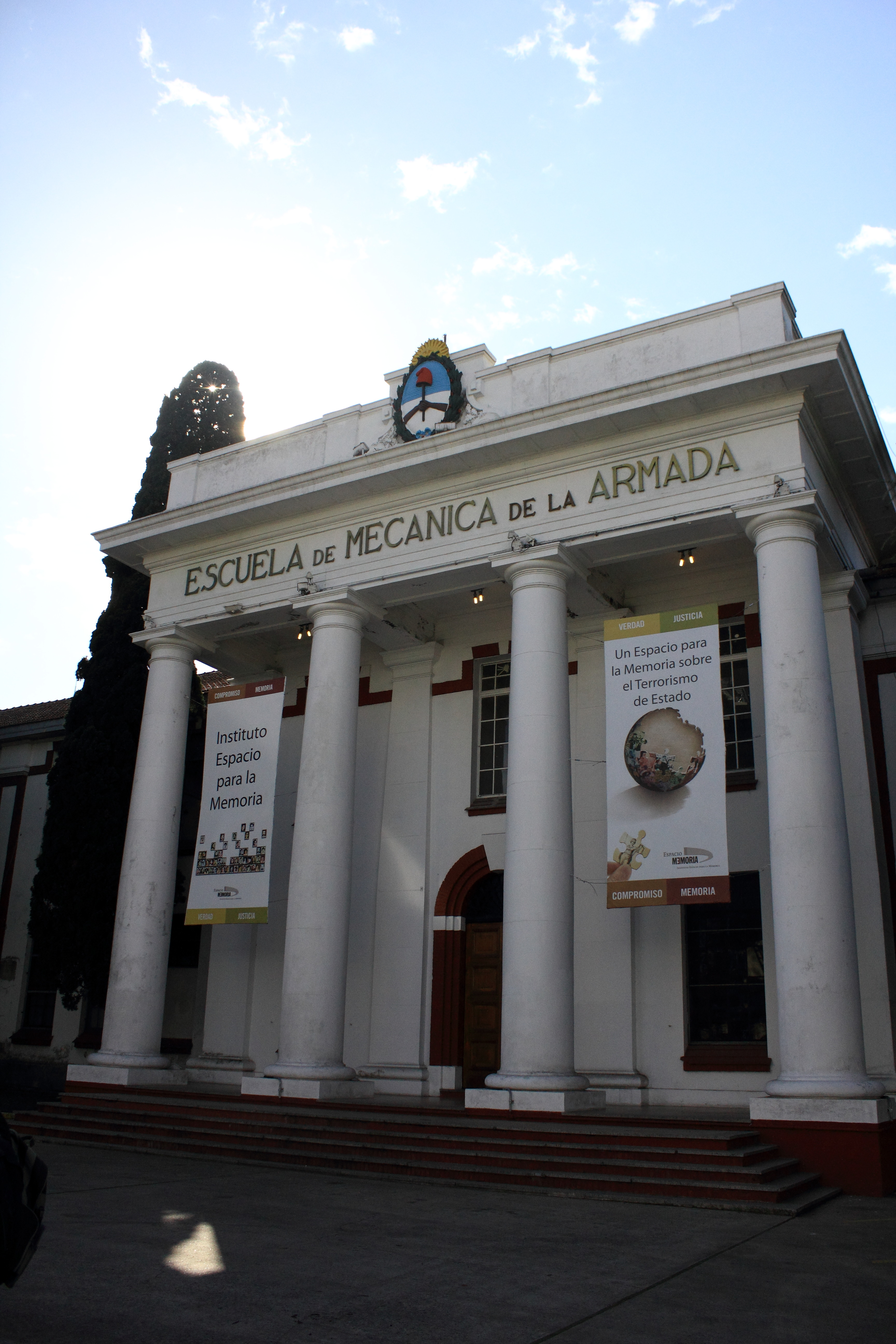
Frente actual de la ESMA.

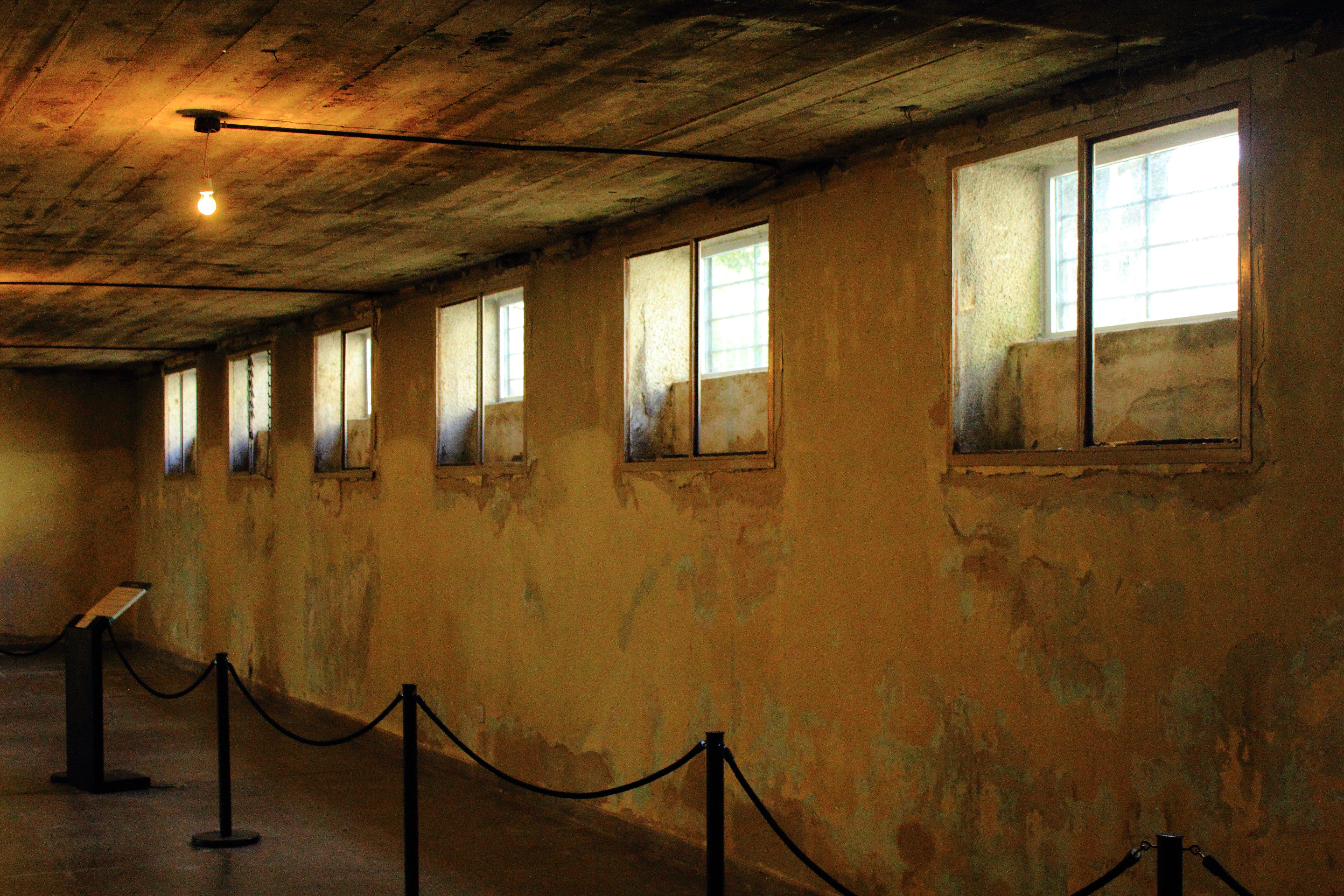
Sótano del Casino de Oficiales donde funcionaba el CDD.

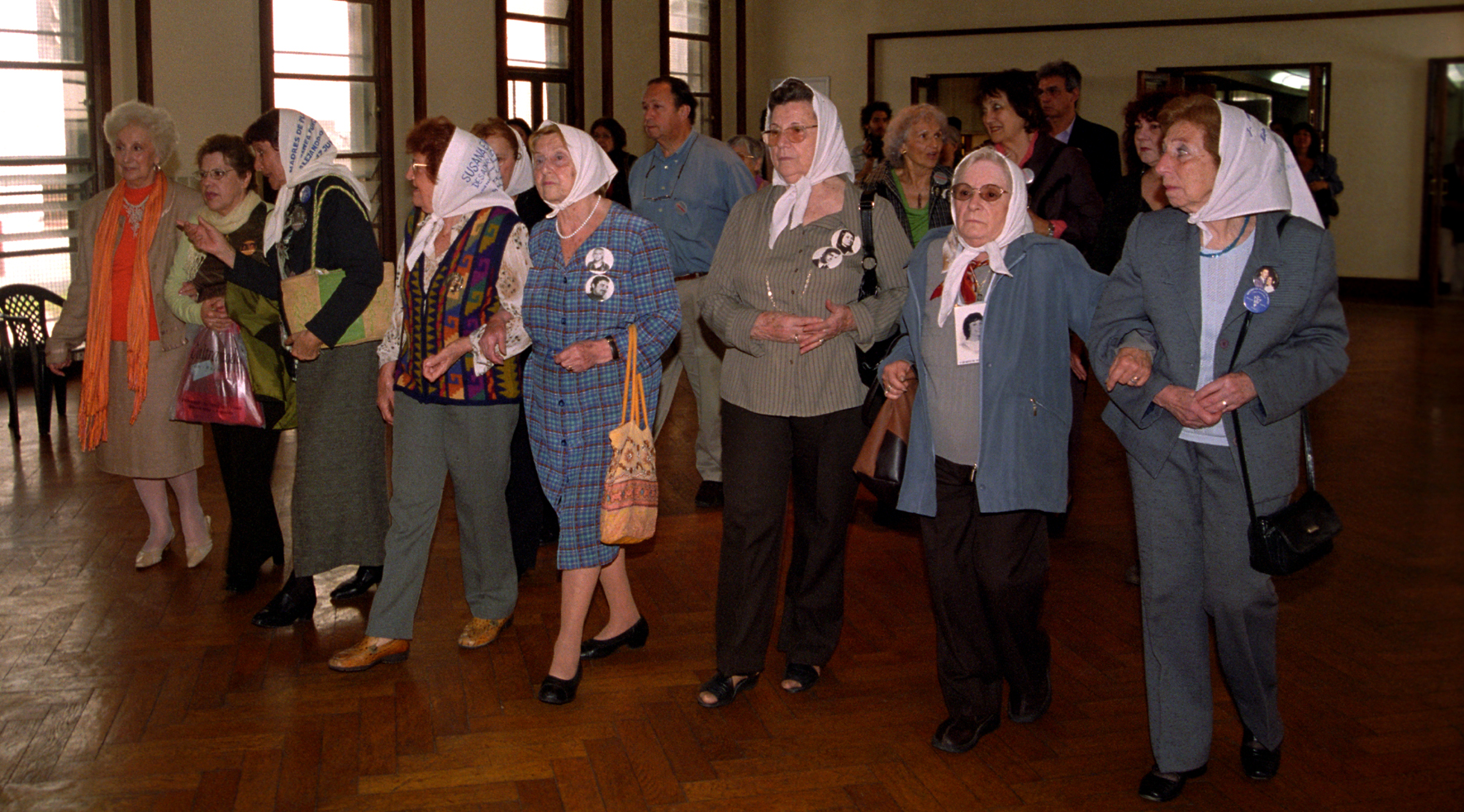
Madres y Abuelas entrando en el acto de traspaso de la ESMA.

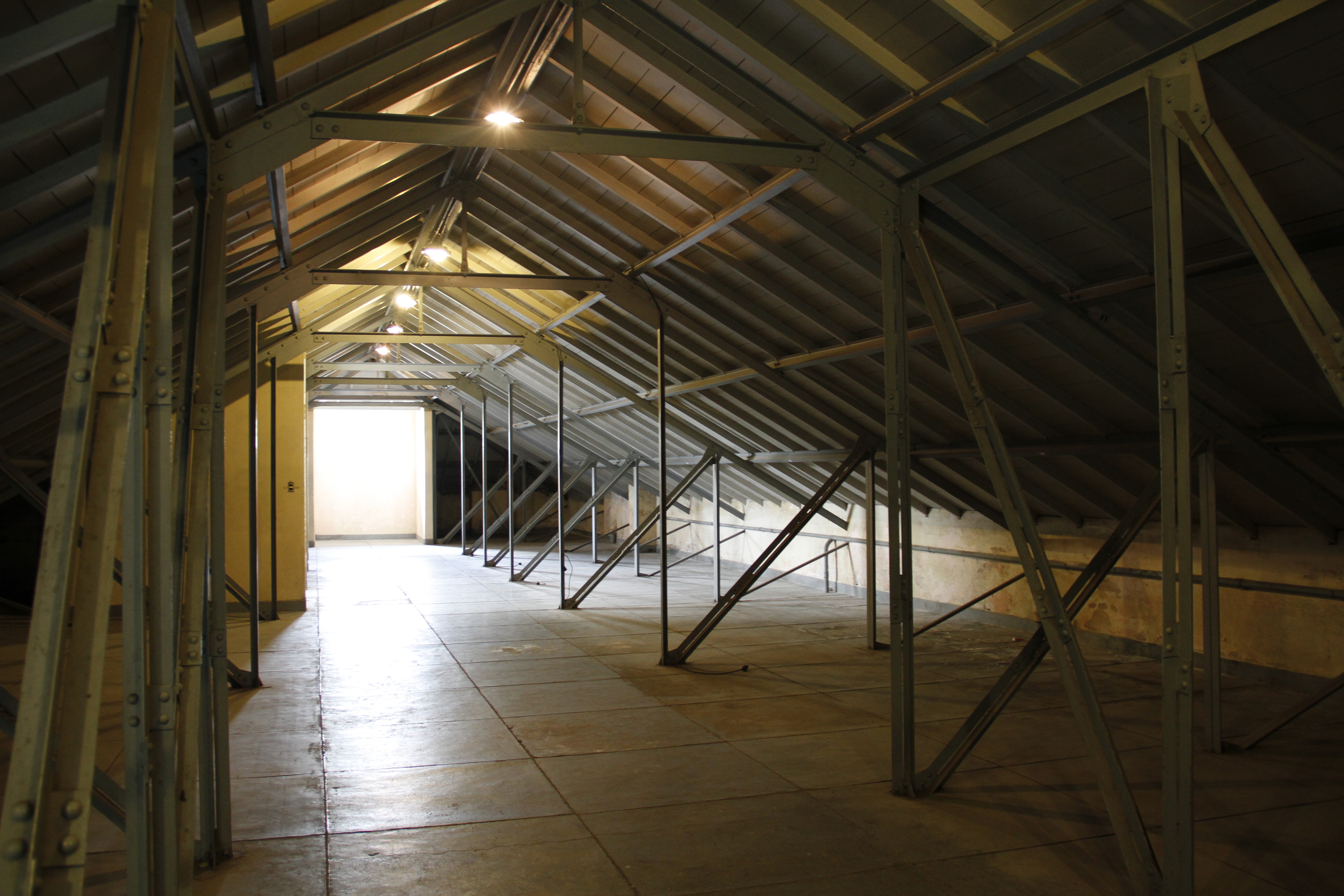
Capucha.

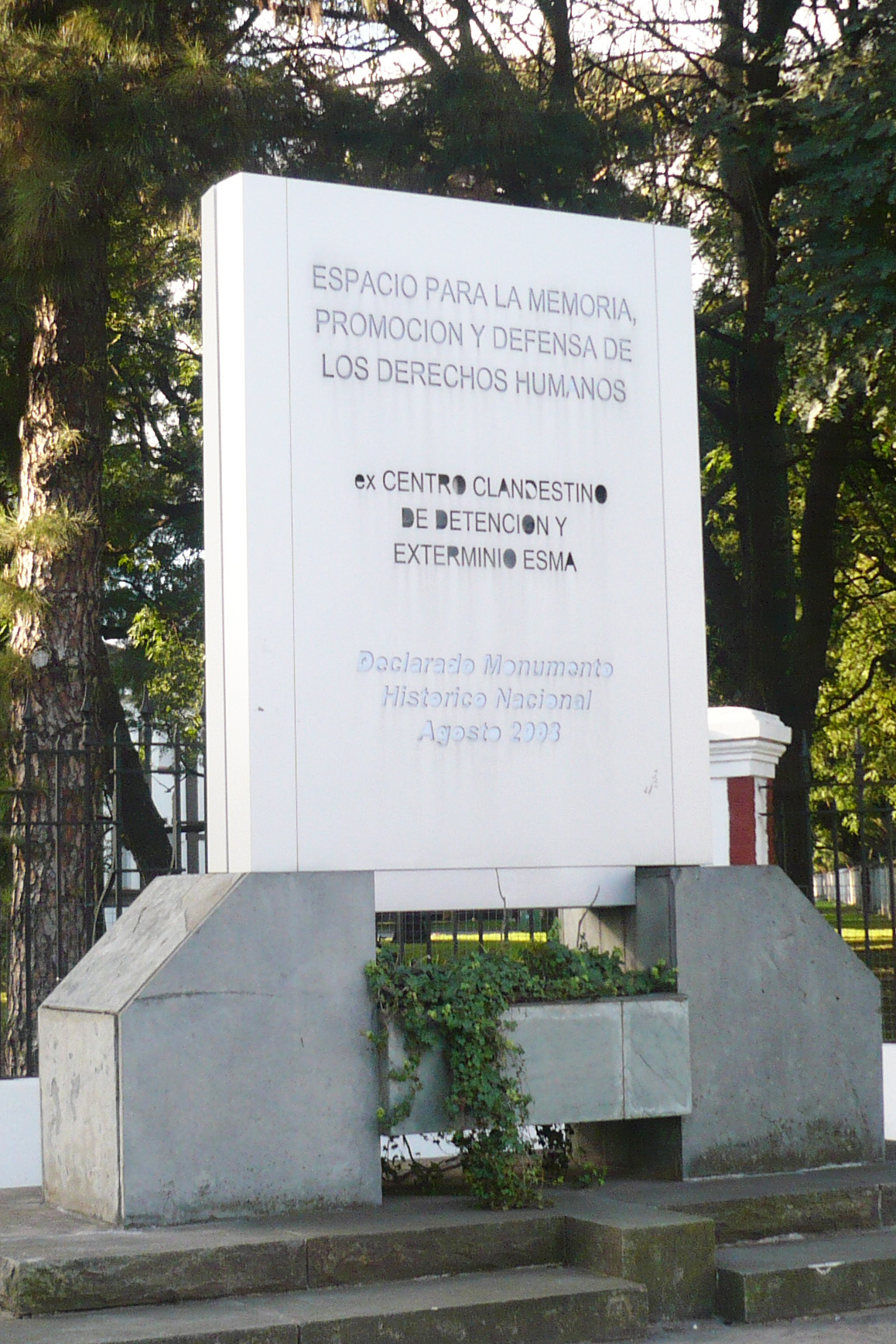
Declaración del ex CDD ESMA como monumento nacional.

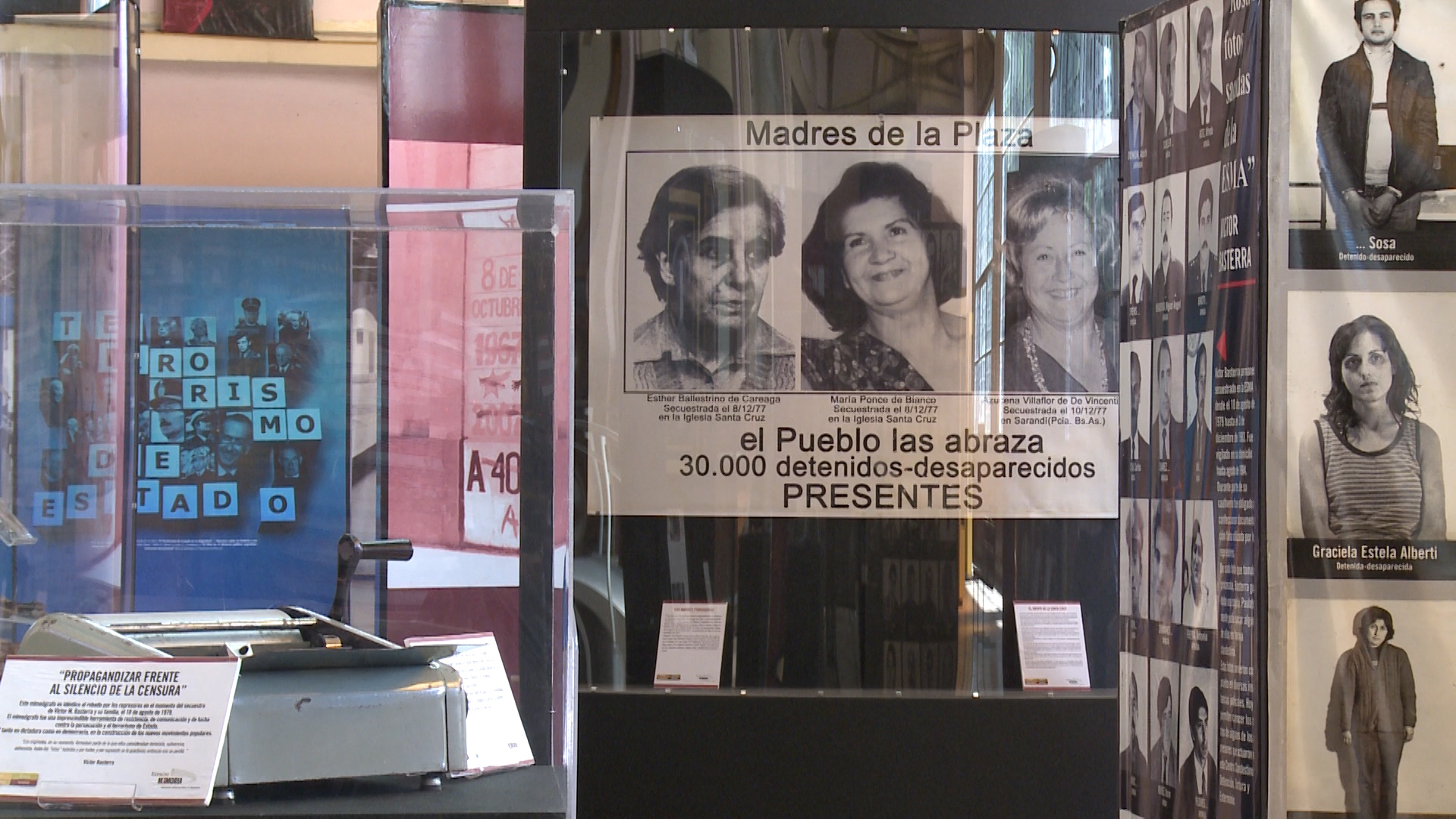
Muestra sobre terrorismo de Estado en el predio del Espacio Memoria y Derechos Humanos con fotos de los detenidos en el CCD tomadas por los militares.

En el Casino de Oficiales de la Escuela de Mecánica de la Armada (ESMA) funcionó durante la última dictadura cívico militar, entre los años 1976 y 1983, un centro clandestino de detención, tortura y exterminio (CCD), donde se mantuvo en cautiverio a alrededor de cinco mil personas que fueron secuestradas por las Fuerzas Armadas, de Seguridad y Policiales.
Los primeros secuestrados por la dictadura fueron llevados allí a partir del 24 de marzo de 1976, día en que se produjo el golpe de Estado que desplazó al gobierno constitucional. Las instalaciones del centro clandestino de detención fueron desmanteladas antes de que la dictadura militar entregara el poder el 10 de diciembre de 1983.
Por su ubicación se encontraba bajo la responsabilidad del Área IIIA (a cargo de la propia ESMA), dependiente de la Subzona Capital Federal, Zona 1 (I Cuerpo de Ejército).
El predio donde tenía su sede la ESMA está ubicado en la zona norte de la Ciudad de Buenos Aires, barrio de Núñez, sobre la Avenida del Libertador al 8200 (34°32′18″S 58°27′49″O / -34.53833, -58.46361). Ocupa 17 hectáreas, y allí funcionaron también el Liceo Naval Militar Almirante Brown, la Escuela de Guerra Naval, la Dirección de Educación Naval, la Escuela Nacional de Náutica y la Escuela Nacional Fluvial.
El 24 de marzo de 2004, el entonces presidente Néstor Kirchner anunció que en el predio de la ESMA funcionaría el Espacio para la Memoria y para la Promoción y Defensa de los Derechos Humanos. La Armada Argentina empezó a desalojar las instalaciones de forma paulatina y la entrega total del predio se hizo efectiva el 20 de noviembre de 2007. En agosto de 2008 la totalidad del predio fue declarado «Monumento Histórico Nacional» por el decreto 1333/2008.

## Contexto histórico
Durante las presidencias de Raúl Alberto Lastiri y María Estela Martínez de Perón hubo denuncias respecto de personas que habían desaparecido luego de ser detenidas por grupos armados en los que participaban fuerzas de seguridad. Las autoridades militares que derrocaron al gobierno de esta última habían decidido antes del golpe de Estado, la desaparición como un procedimiento sistemático para eliminar a quienes consideraban opositores.
Los operativos de detención eran realizados comúnmente por militares o paramilitares fuertemente armados que se movían en automóviles en grupos de cuatro o cinco personas. Previamente, acordaban con las fuerzas de seguridad la liberación de la zona donde iban a actuar. Atrapaban a las víctimas en la calle, en bares, cines, en sus trabajos, en sus casas o en el lugar donde se encontraran en ese momento y las trasladaban a un centro clandestino de detención donde se los interrogaba bajo tortura para luego decidir su destino. Ningún organismo estatal brindaba información sobre el paradero de las víctimas a los familiares. Los jueces no daban curso a los habeas corpus presentados y, en muchos casos, los abogados que presentaban esos recursos resultaban ellos mismos desaparecidos. Durante los primeros años, si bien los medios de prensa no daban información directa sobre lo que estaba ocurriendo, a veces publicaban noticias sobre la detención de personas o la aparición de cadáveres. Otras veces, en complicidad con la dictadura, informaban sobre “subversivos abatidos en un enfrentamiento“ cuando en verdad las víctimas eran secuestradas y asesinadas.

## Funcionamiento del centro clandestino
El centro clandestino de detención ocupaba parte del Casino de Oficiales, edificio residencial para los oficiales principales de la ESMA. Otros edificios del predio también estuvieron al servicio de la actividad represiva. En la ESMA hubo secuestrados desde el primer día del golpe de Estado y se clausuró en noviembre de 1983, luego de las elecciones en las que ganó Raúl Alfonsín y pocos días antes de que asumieran las autoridades constitucionales. El centro clandestino de torturas y exterminio dependía del comandante en jefe de la Armada, que entre 1976 y 1978 fue el almirante Eduardo Massera, y del director de la ESMA para ese entonces, Rubén Jacinto Chamorro. Los integrantes del grupo de tareas tenían estrictas instrucciones de no revelar su identidad ni su afiliación militar al realizar la captura de los presuntos subversivos.
Se estima que por este centro pasaron cerca de cinco mil detenidos-desaparecidos y que más del 90% de ellos fueron asesinados. Normalmente en estos casos se le decía al detenido que iba a ser trasladado a una cárcel común, se le inyectaba una droga con efecto sedante y luego eran subidos a aviones de las fuerzas armadas y arrojados, inconscientes, al Río de la Plata o al mar territorial argentino desde gran altura en los denominados vuelos de la muerte. El impacto contra el agua era mortal. También se supo que los grupos de tareas utilizaban otros métodos de eliminación de cuerpos como las incineraciones conocidas vulgarmente en la jerga naval como “asaditos“, que tenían lugar en el campo de deportes de la escuela, ubicado del otro lado de la Avenida Lugones.
Cuando los secuestrados ingresaban al centro clandestino se les tomaba una fotografía, se los interrogaba sobre sus datos personales y se registraba su ingreso modificando su identidad con un número, despersonalizándolo. El obrero gráfico y militante del Peronismo de Base Víctor Melchor Basterra, que estuvo secuestrado allí desde 1979 hasta el cierre del centro clandestino, declaró que le encargó tomar fotografías de represores, que luego eran utilizadas, entre otros fines, para confeccionar documentos falsos y hacer propaganda. Basterra hizo copias de algunas fotos, que sacó del centro clandestino cuando fue ingresado en el sistema que los marinos denominaban “libertad vigilada“. Posteriormente las aportó al CELS y las presentó en el Juicio a las Juntas Militares, donde realizó una larga declaración.
En el lugar también funcionó un sector encargado de producir material para la prensa donde algunos detenidos eran forzados a traducir artículos periodísticos proporcionados por el Ministerio de Relaciones Exteriores, y preparar notas para la televisión nacional y el servicio de Radiodifusión Argentina al Exterior. Tras el retiro de Massera a fines de 1978, se preparaba allí también un resumen diario de noticias para él. Otros detenidos estaban asignados a la clasificación de los bienes robados a los desaparecidos, que se guardaban en el sector llamado pañol, y otros a tareas de mantenimiento del centro. 
Algunos secuestrados eran obligados a falsificar pasaportes, cédulas de identidad, documentos nacionales de identidad, registros de conductor y otros documentos para las operaciones clandestinas que hacía el grupo de tareas de la ESMA.
Como parte de la tortura psicológica, fue exhibido en el centro clandestino a un grupo de secuestrados el cuerpo sin vida de Horacio Domingo Maggio, quien había sido asesinado en un operativo coordinado entre las fuerzas armadas (Ejército y Armada Argentina).

## Organización y grupo de tareas 3.3.2
El 21 de noviembre de 1975, el Comando de Operaciones Navales de la Armada Argentina publicó el Plan de Capacidades de la Armada, que estableció la creación de once fuerzas de tareas con el objeto de incrementar la capacidad de operaciones de la fuerza naval. Dichas fuerzas de tareas estaban integradas por unidades de la Armada y algunas de la Prefectura Naval Argentina y respondían directamente al Servicio de Inteligencia Naval (a inicios del Proceso de Reorganización Nacional en 1976 a manos de Eduardo Osvaldo Invierno), dependiente del comandante de Operaciones Navales.
En el CDD actuaba el Grupo de Tareas 3.3 (UT 3.3.2) que inicialmente dependía del Servicio de Inteligencia Naval, pero que paulatinamente cobró autonomía hasta quedar configurado en el segundo semestre de 1976 por tres grupos que dependían directamente del director de la ESMA, que en ese momento era el capitán de navío Rubén Jacinto Chamorro, que, a su vez, reportaba directamente a Massera. El área de actuación de estos grupos era: Inteligencia, conducido por el teniente de fragata Jorge Acosta, que se dedicaba al interrogatorio y tortura de los prisioneros y recopilación y clasificación de las informaciones obtenidas; Operaciones, al mando del capitán de navío Jorge Vildoza, que además de oficiales y suboficiales de la Armada tenía entre sus miembros a personal de la Prefectura Naval Argentina, de la Policía Federal Argentina y del Servicio Penitenciario, y a oficiales y suboficiales retirados del Ejército y de la Marina. Tenía como actividad los secuestros de personas y bienes que eran llevados al CDD y Logística, que se ocupaba del mantenimiento de las instalaciones y administración de las finanzas, así como de los bienes obtenidos de los secuestrados, entre los cuales, con el tiempo, se encontraban inmuebles transferidos bajo presión.

## Edificio
El edificio se localiza en un predio de Buenos Aires rodeado por la avenida del Libertador, la calle Pico, la avenida Leopoldo Lugones y la avenida Comodoro Rivadavia. Constaba de tres pisos, sótano y altillo, y estaba asignado al Grupo de Tareas 3.3.2 Los detenidos estaban distribuidos en el tercer piso (altillo) y en el sótano.

### Sótano
El ingreso al sótano se hacía por una escalera que era parte de la escalera principal que se veía al entrar al "Salón Dorado" de la planta baja y tenía una gran puerta verde de hierro, custodiaba con guardia armada. Antes de la inspección de la Comisión de los Derechos Humanos, la escalera se demolió y el paso al sótano empezó a realizarse por una entrada posterior.
El sótano alojaba las celdas y salas de tortura adonde se llevaba a los recién llegados al centro. Entre 1976 y octubre de 1977 funcionaron también el laboratorio fotográfico, las habitaciones de trabajo de acción política, finanzas, prensa, acción militar y acción psicológica, la biblioteca, la pieza de los "verdes", la enfermería y la guardia. A partir de entonces y hasta diciembre de 1978, estaban la Oficina de diagramación para la confección de artículos periodísticos, la Oficina de falsificación de documentos, la enfermería, el laboratorio de fotografía, Fotomecánica, la "huevera" (una habitación insonora de tortura), las salas de tortura y la guardia. Separando los distintos espacios había un pasillo, que había sido bautizado por los oficiales como "Avenida de La Felicidad".

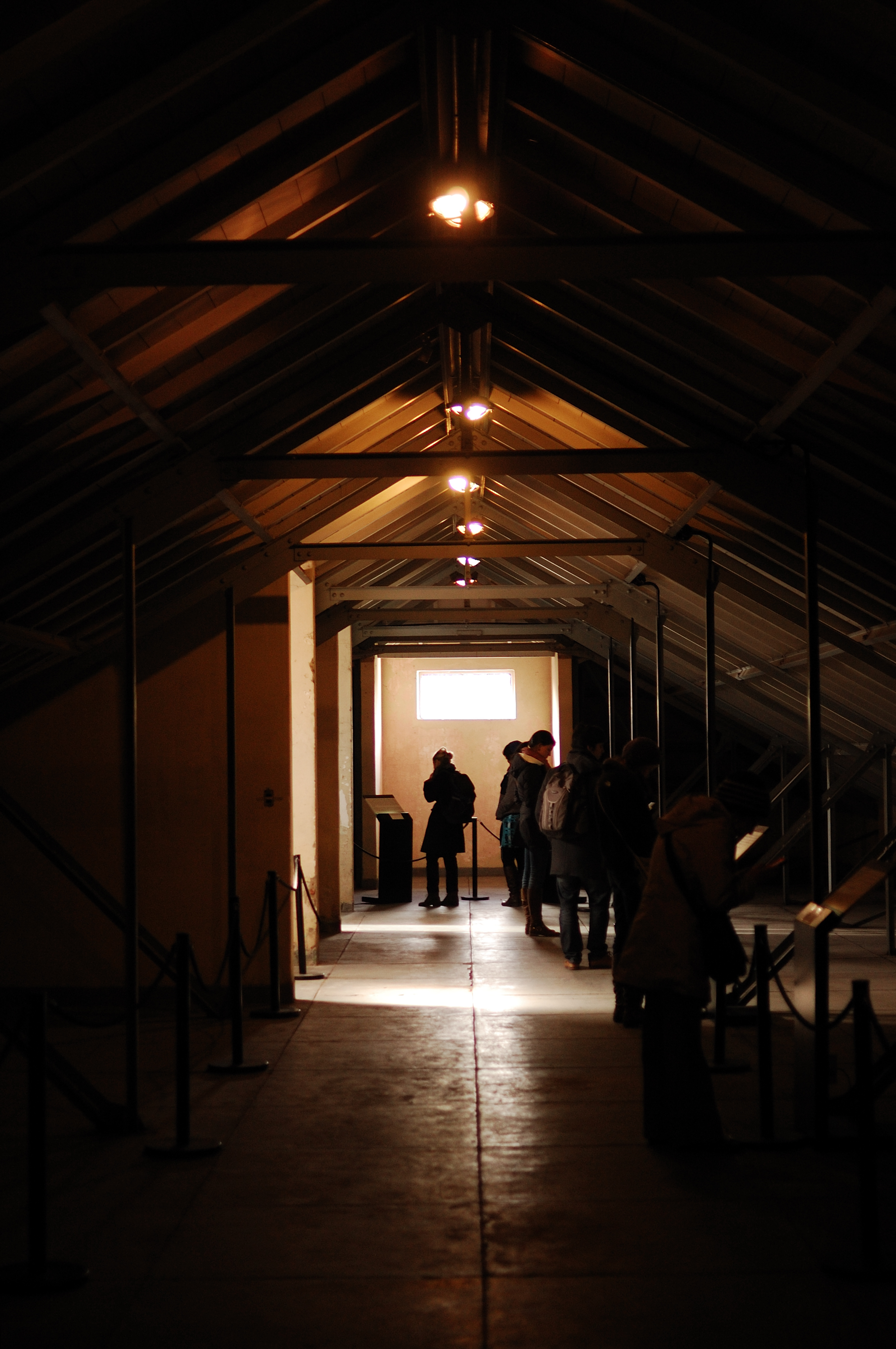
Altillo del Casino de Oficiales donde funcionaba el CCD

En la enfermería se llevaron a cabo los primeros partos de mujeres secuestradas y allí se les aplicaba una inyección de pentotal (llamado pentonaval por los marinos) que adormecía a los detenidos que serían trasladados ( "traslado" era el eufemismo para la desaparición final), para luego ser conducidos hacia los llamados vuelos de la muerte.

### Planta baja
En la planta baja estaba el Salón Dorado. En las dependencias destinadas en principio a salón de conferencias y sala de reuniones se realizaban la inteligencia y la planificación de los operativos de secuestro. En la rama norte de planta baja se encontraban las habitaciones y oficinas del oficial superior, conocido como "casa del almirante". También estaba el área conocida como "los Jorges", oficinas de los jefes del Grupo de tareas 3.3.2, llamada así por una serie consecutiva de directivos llamados "Jorge".

### Primer y segundo piso
En el primer y segundo piso estaban los dormitorios de los oficiales, adonde los detenidos no tenían acceso.

## Tercer piso
El tercer piso era un altillo donde eran alojados los detenidos-desaparecidos que ya habían pasado por los interrogatorios iniciales. Los lugares destinados específicamente al alojamiento de los detenidos eran conocidos como "capucha" y "capuchita", llamados así porque los prisioneros estaban obligados a mantener la cabeza tapada. Dentro del mismo piso se encontraban los baños, la "pieza de las embarazadas" y el "pañol".
El área apodada capucha estaba ubicada sobre el ala derecha del edificio. No tenía ventanas, sino pequeños ventiluces que daban a celdas pequeñas denominadas "camarotes". Por la escasa circulación de aire se utilizaban dos extractores que producían mucho ruido. Se accedía por una escalera y en la entrada había un guardia armado con un libro en el que se anotaban todos los movimientos. Los secuestrados mantenían sus cabezas literalmente bajo una capucha, algunos durante meses e incluso por años. Así debían alimentarse, levantando la capucha hasta una altura que le facilitase comer sin saber qué, hasta que su sentido gustativo lo descifrara.
En el centro del piso, cerca del pañol, estaba la pieza de las embarazadas, una habitación a la que se trasladaba a las detenidas para parir. En caso de que hubiera complicaciones durante el parto se las trasladaba al Hospital de la Marina.
El pañol era el depósito de lo que se obtenía en los robos de las viviendas de los secuestrados. Ocupaba la mitad norte del altillo. En el testimonio de Ana María Marti, María Alicia Pirles y Sara Osatinsky, en 1979 describen "Había dos grandes pilas de ropa de todo tipo, cuyas bases tenían cuatro metros de largo y tres de alto. Allí estaban los vestidos, pantalones, camisas de miles de desaparecidos... el resto del "botín" estaba perfectamente ordenado y clasificado: heladeras, cocinas, estufas, muebles, etc.".
En una parte de lo que fue el pañol, el ala más al norte del altillo, fue construida a fines de 1977 lo que se denominó la pecera. Era una serie de pequeñas oficinas, unidas por un pasillo central al que se accedía por una puerta controlada por un guardia munido de un registro de entradas y salidas. Allí permanecían una parte del día algunos prisioneros forzados a trabajar. Trasladaron desde el sótano el archivo de prensa y la biblioteca. Los baños estaban ubicados entre la capucha y el pañol.
Desde el altillo se podía acceder a una escalera situada enfrente de la puerta de entrada, que conducía a un segundo altillo llamado capuchita. Este era el lugar donde originariamente estaba el tanque de agua que abastecía al edificio; allí había dos salas de tortura y un espacio donde se mantenía a los prisioneros de la misma forma que en capucha, aunque en peores condiciones. Constaba de unos 15 a 20 tabiques que separaban a los secuestrados entre sí.
Los tabiques eran fáciles de desmontar. De hecho, esta distribución fue modificada en octubre de 1977 y se mantuvo hasta la visita de la Comisión de Derechos Humanos de la Organización de Estados Americanos. Durante la visita de la OEA los prisioneros fueron trasladados fuera del edificio. Héctor Febres fue el encargado de devolver al CCD al grupo de prisioneros que habían sido llevados al centro clandestino que funcionaba en una isla del Tigre.
Este lugar fue utilizado por los miembros del Servicio de Inteligencia Naval, SIN, para torturar y mantener a sus secuestrados separados de los de la ESMA. Capuchita también se prestaba a la Fuerza Aérea y al Ejército.

## Represores
El jefe máximo era Emilio Eduardo Massera pero el director del CDD era el capitán de navío Rubén Jacinto Chamorro.
Entre los represores que se conocen que pasaron por allí se tiene constancia de Jorge "Tigre" Acosta, Alfredo Astiz, Ricardo Cavallo, Pablo García Velasco, Manuel Jacinto García Tallada, Adolfo Scilingo, Juan Carlos Rolón, Antonio Pernías, Julio César Coronel, Héctor Antonio Febrés, Juan Antonio Azic, Oscar Antonio Montes, Alberto Eduardo González, Jorge Carlos Rádice, Néstor Savio, Raúl Enrique Scheller, Julio César Coronel, Carlos Eduardo Daviou, Jorge Luis Magnacco, Juan Carlos Fotea, Adolfo Miguel Donda, Jorge Perrén, Carlos José Pazo, Ernesto Weber, Carlos Capdevilla y Carlos Orlando Generoso.
Además trabajaban en la represión dentro del CDD muchos otros, incluyendo a varios médicos que no fueron condenados.
Hacia fines de 1976 la relación con la tortura comenzó a hacer mella en la personalidad de algunos de los torturadores, que empezaron a padecer cuadros prepsicóticos: alucinaciones, visiones de cadáveres semidescompuestos que se les abalanzaban mostrándoles sus heridas, ejercicio de violencia doméstica y ataques de misticismo, entre otros síntomas. Por la misma época Massera pone en marcha un mecanismo buscando una distribución de las culpas y darle una dosis de legitimidad a las tareas que allí se desarrollaban, para lo cual dispone que marinos que estaban asignados a otros destinos pasaran 45 días integrando el grupo de tareas de la ESMA. Quienes no aceptaban hacerlo sabían que estaban renunciando a todo futuro ascenso, situación que debía desembocar en su retiro. También impulsó visitas de oficiales del Ejército al centro clandestino de detención. Con todo ello procuraba legitimar las atrocidades: los torturadores no debían sentir que actuaban por orden de Massera ni de la Armada, sino que integraban un cuerpo mucho más amplio que estaba cumpliendo una misión patriótica y, por los mismos motivos, quienes estuvieran próximos a él debían tener las manos manchadas de sangre.

## Procesos judiciales
En la Ciudad Autónoma de Buenos Aires el proceso judicial de mayor envergadura fue el de la ESMA. Hubo un primer juicio conocido como megacausa ESMA I, un segundo conocido como megacausa ESMA II y un tercero conocido como megacausa ESMA III. En 2014 se realiza el tercero con ocho aviadores navales imputados por los vuelos de la muerte, en los que se arrojaba a prisioneros vivos al río.

## Nuevo destino del predio
El 20 de noviembre de 2007 la Nación y la Ciudad Autónoma de Buenos Aires firmaron el convenio de creación del Ente Público Interjurisdiccional Espacio para la Memoria y para la Promoción y Defensa de los Derechos Humanos, que tiene a su cargo la administración del predio donde funcionó el centro de detención. Se trata de un organismo de derecho público, integrado por representantes del Estado Nacional, la Ciudad Autónoma de Buenos Aires y los organismos de derechos humanos. Posee autarquía administrativa y financiera, y autonomía en los temas de su incumbencia. Está presidido por un Órgano Ejecutivo conformado por un delegado del Poder Ejecutivo Nacional (PEN), un delegado del Gobierno de la Ciudad Autónoma de Buenos Aires (GCABA) y un representante del Directorio de organismos de derechos humanos. La Nación facultó para su representación al Archivo Nacional de la Memoria y, la Ciudad, al Instituto Espacio para la Memoria. 
La finalidad del Espacio es realizar actividades con el objetivo de preservar la memoria, y promover y defender los derechos humanos, entre las que se encuentran visitas guiadas por el predio.